# Јон Арне Рисе
Јон Арне Семундсет Рисе (норв. John Arne Semundseth Riise; Молде, 24. септембар 1980) бивши је норвешки фудбалер који је играо на позицијама левог бека и левог крила.

## Клупска каријера
Прошао је омладинску школу Олесунда у којем је касније одиграо две сезоне на професионалном нивоу. Касније је наступао за Монако, Ливерпул, где је играо најдуже и постао познат играч широм света, Рому, Фулам, АПОЕЛ, Делхи дајнамоз, Олесунд по други пут, Ченајин и Ролон у којем је завршио каријеру.

## Репрезентативна каријера
За репрезентацију Норвешке одиграо је 110 утакмица и постигао 16 голова.

## Стил игре
Био је познат као веома брз и спретан играч по левој страни терена, имао јак и прецизан шут и веома добро изводио аут.

## Приватни живот
Његов млађи брат Бјерн Хелге Рисе је такође бивши фудбалер и са њим је заједно одиграо једну сезону у Фуламу.

## Статистика каријере

### Репрезентативна
| Норвешка | Норвешка | Норвешка |
| Година   | Утакмице | Голови   |
| -------- | -------- | -------- |
| 2000     | 7        | 1        |
| 2001     | 4        | 0        |
| 2002     | 9        | 2        |
| 2003     | 11       | 0        |
| 2004     | 10       | 0        |
| 2005     | 10       | 2        |
| 2006     | 6        | 0        |
| 2007     | 11       | 2        |
| 2008     | 8        | 1        |
| 2009     | 9        | 4        |
| 2010     | 7        | 1        |
| 2011     | 8        | 1        |
| 2012     | 8        | 2        |
| 2013     | 2        | 0        |
| Укупно   | 110      | 16       |

## Успеси

### Клупски
Монако
- Прва лига Француске: 1999/2000.
- Суперкуп Француске: 2000.

Ливерпул
- ФА куп: 2005/06.
- Лига куп: 2002/03.
- ФА Комјунити шилд: 2001, 2006.

АПОЕЛ
- Прва лига Кипра: 2014/15.
- Куп Кипра: 2014/15.

### Индивидуални
- Награда Книксен: 2006.